# Liste der Bodendenkmale in Celle
In der Liste der Bodendenkmale in Celle sind alle Bodendenkmale der niedersächsischen Stadt Celle aufgelistet. Die Quelle ist der Denkmalatlas Niedersachsen. Der Stand der Liste ist der 15. Juni 2024.

## Allgemein
In den Spalten finden sich folgende Informationen des Bodendenkmales :
- Lage        : geographische Koordinaten
- Bezeichnung : Bezeichnung lt. Denkmalatlas
- Beschreibung: Beschreibung lt. Denkmalatlas
- ID          : Objekt-ID
- Bild        : Bild, ggf. zusätzlich mit Link zu weiteren Fotos im Medienarchiv Wikimedia Commons.

## Altencelle
| Lage                        | Bezeichnung                 | Beschreibung | ID       | Bild |
| --------------------------- | --------------------------- | --- | -------- | ---- |
| 52° 35′ 6″ N, 10° 5′ 30″ O  | Altencelle 36, Lönswall     | Beeindruckender Ringwall auf Sanddüne in der Niederung der Fuhse, die in etwa 200 m Entfernung verläuft. Anlage fast kreisrund; äußerer Dm. ca. 120 × 120 m, Innenfläche ca. 60 × 60 m. Mächtiger Wall mit 17–23 m Basisbreite und trapezförmigem Profil, Kronenbreite bis ca. 5 m; Höhe nach außen 3–3,5 m, zur ebenen Innenfläche 2–2,5 m. Im nordwestlichen Abschnitt ist er durch einen Weg angeschnitten. Im Norden deutlich steiler und z. T. modern durch Mauer mit Treppe abgestützt; hier die jetzige Zuwegung. An vielen Stellen durch kleinere Eingrabungen gestört. Im Westen, Süden und Osten Graben vorgelagert, Breite bis ca. 6 m, Tiefe 1–1,2 m. Er wurde wohl einst durch einen Seitenbach der Fuhse, der bis auf 30 m herankommt, gespeist. Im Norden kein Graben nötig, da der Wall hier direkt an der Niederung liegt. | 28944401 | BW   |
| 52° 36′ 1″ N, 10° 7′ 25″ O  | Altencelle 46, Nienburg     | Etwa 3,5 m aus der Niederung ansteigende Sanddüne mit einem Plateau von ca. 125 × 55 m in Form eines leicht verzogenen abgerundeten Rechteckes. Eine Umwallung ist im nördlichen und östlichen Teil erhalten, die im mittleren Abschnitt aber auch durch Abtragungen im inneren Bereich entstanden sein kann. Die Anlage ist besonders an der Südost-Ecke durch Viehtritt beschädigt. Zwei Anhöhen (ca. 2,5 m H.) am Westrand gehen laut Sprockhoff (1947) auf Erdarbeiten beim Durchstich der Landzunge zur Herstellung eines Abflussgrabens zurück. Geomagnetische Untersuchungen und Grabungen 2013 erbrachten Siedlungsbefunde der frühen Bronzezeit, der vorrömischen Eisenzeit und des Hochmittelalters. Das Gelände wurde in der frühen Neuzeit möglicherweise als Schanze genutzt.                                                  | 28944402 | BW   |
| 52° 36′ 15″ N, 10° 7′ 19″ O | Altencelle 47, Brunonenburg | Gesichert ist eine rundliche Anlage von ca. 60–70 m Dm., umgeben von einem 15 m breiten und 2,0–2,5 m tiefen Graben, an dessen Innenseite sich eine wohl 2 m hohe Palisade befand (eines der Hölzer konnte dendrochronologisch auf 1243 ± 10 datiert werden). Bei der Bebauung im nördlichen Bereich des Areals innerhalb des Grabens lassen sich drei Abschnitte unterscheiden. Zuerst entstand ein großer Pfostenbau, der sog. Palas, mit drei (Reparatur-)Phasen. Es folgte der Turm, der auch jünger als der Friedhof ist. Das jüngste Gebäude ist ein spätmittelalterliches dreischiffiges Hallenhaus, für dessen Fundament man wahrscheinlich die Steine des abgebrochenen Turmes verwendete. | 28944403 |      |
| 52° 36′ 56″ N, 10° 7′ 55″ O | Altencelle 55, Finkenherd   | Gehege von ca. 800 × 500 m im Dm. mit gut erhaltenem Wall und außen vorgelagertem Graben auf etwa noch 1,7 km L. Wall-Br. ca. 3-4 m; H. ca. 1 m, teilweise bis 1,3 m. Graben-T. ca. 0,5 m, Graben-Br. ca. 2,5-3 m, im südöstlichen Bereich etwas schmaler. Im Nordosten ist der Graben auf ca. 60 m L. in den benachbarten Weg einplaniert. Im Westen ist die Gehegebegrenzung bei der Anlage der Landstraße mit befestigtem Radweg zerstört worden. Die Umwallung diente dem Schutz eines Vogelfanggebietes (Vogelherdes), das Herzog Georg Wilhelm zu Braunschweig-Lüneburg 1670 einrichten ließ. | 28929208 | BW   |

### Altencelle 1
ID:28929448
Gruppe mit ursprünglich 26 Grabhügeln, von denen die auf den bebauten Grundstücken sowie dem Sportplatzgelände obertägig abgetragen sind. In den beiden Waldparzellen sind elf Grabhügel mit 9 bis 17 m Dm. (FStNr. 21 ca. 30 m Dm) und 0,5 bis 1,8 m H. noch erhalten. Bei Untersuchungen durch H. Piesker 1950 und 1953 wurden bronzezeitliche Bestattungen, z. T. im Baumsarg, und vorwiegend eisenzeitliche Urnenbestattungen und Leichenbrandlager festgestellt. Eine Beschilderung ist  vorhanden.

| Lage                        | Bezeichnung              | Beschreibung | ID       | Bild |
| --------------------------- | ------------------------ | --- | -------- | ---- |
| 52° 35′ 34″ N, 10° 6′ 34″ O | Altencelle 5, Grabhügel  | Annähernd ovaler Grabhügel im Durchmesser von ca. 11 × 17 Meter und einer Höhe von ca. 0,6 Meter. | 28928814 | BW   |
| 52° 35′ 32″ N, 10° 6′ 29″ O | Altencelle 8, Grabhügel  | Annähernd runder Grabhügel im Durchmesser von ca. 15 Meter und einer Höhe von ca. 1,4 Meter. | 28928817 | BW   |
| 52° 35′ 32″ N, 10° 6′ 27″ O | Altencelle 9, Grabhügel  | Annähernd runder Grabhügel im Durchmesser von ca. 15 Meter und einer Höhe von ca. 1,4 Meter. | 28928819 | BW   |
| 52° 35′ 32″ N, 10° 6′ 30″ O | Altencelle 10, Grabhügel | Runder Grabhügel im Durchmesser von ca. 15 Meter und einer Höhe von ca. 1,2 Meter. | 28928818 | BW   |
| 52° 35′ 31″ N, 10° 6′ 30″ O | Altencelle 11, Grabhügel | Annähernd runder Grabhügel im Durchmesser von ca. 21 Meter und einer Höhe von ca. 1,8 Meter. | 28928821 | BW   |
| 52° 35′ 31″ N, 10° 6′ 31″ O | Altencelle 12, Grabhügel | Ehemals annähernd runder Grabhügel im Durchmesser von ca. 10 Meter und einer Höhe von ca. 0,6 Meter, nordöstliches Drittel abgetragen. | 28928823 | BW   |
| 52° 35′ 30″ N, 10° 6′ 31″ O | Altencelle 13, Grabhügel | Annähernd runder Grabhügel im Durchmesser von ca. 10 Meter und einer Höhe von bis 0,8 Meter, am Süd-Rand ein Waldpfad. | 28928824 | BW   |
| 52° 35′ 30″ N, 10° 6′ 32″ O | Altencelle 14, Grabhügel | Runder Grabhügel im Durchmesser von ca. 10 Meter und einer Höhe von ca. 0,6 Meter. | 28928825 | BW   |
| 52° 35′ 34″ N, 10° 6′ 32″ O | Altencelle 19, Grabhügel | Annähernd runder Grabhügel im Durchmesser von ca. 10 Meter und einer Höhe von bis 0,6 Meter. Im Südwesten von der Straße leicht angeschnitten; über den Hügel verläuft Fußpfad.                                                                            | 28928830 | BW   |
| 52° 35′ 34″ N, 10° 6′ 33″ O | Altencelle 20, Grabhügel | Annähernd runder Grabhügel im Durchmesser von ca. 16 Meter und einer Höhe von ca. 1,2 Meter. | 28928831 | BW   |
| 52° 35′ 33″ N, 10° 6′ 34″ O | Altencelle 21, Grabhügel | Runder Grabhügel im Durchmesser von ca. 30 Meter und einer Höhe von ca. 1,3 Meter. Im Südwesten von der Straße leicht angeschnitten, im Südosten für eine Trafo-Station etwas abgegraben; Einkuhlungen an Oberfläche; über den Hügel verläuft ein Fußpfad. | 28928832 | BW   |

### Altencelle 28
ID:28928357
Gruppe von ursprünglich mindestens elf Grabhügeln. Von diesen sind im Wald noch fünf Hügel mit 12–16 m Dm. und 0,5–1 m H. erhalten, während die in der südlich anschließenden Ackerfläche gelegenen obertägig zerstört sind. 1943 wurden zwei der durch militärische Schanzarbeiten teilweise stark gestörten Grabhügel untersucht und in einem von diesen Brandbestattungen der vorrömischen Eisenzeit festgestellt.

| Lage                        | Bezeichnung              | Beschreibung | ID       | Bild |
| --------------------------- | ------------------------ | --- | -------- | ---- |
| 52° 35′ 41″ N, 10° 5′ 41″ O | Altencelle 28, Grabhügel | Annähernd runder Grabhügel im Durchmesser von ca. 14 Meter und einer Höhe von ca. 0,8 Meter, mit Einkuhlungen an der Oberfläche.                                                           | 28928209 | BW   |
| 52° 35′ 42″ N, 10° 5′ 38″ O | Altencelle 56, Grabhügel | Annähernd runder Grabhügel im Durchmesser von ca. 14 Meter und einer Höhe von bis 1 Meter, über den Hügel verlaufen schwache Pflanzfurchen.                                                | 28961264 | BW   |
| 52° 35′ 42″ N, 10° 5′ 36″ O | Altencelle 57, Grabhügel | Runder Grabhügel im Durchmesser von ca. 13 Meter und einer Höhe von bis 0,8 Meter, abgeflachte Kuppe, Rand nach Osten fließend auslaufend.                                                 | 28961266 | BW   |
| 52° 35′ 41″ N, 10° 5′ 37″ O | Altencelle 58, Grabhügel | Runder Grabhügel im Durchmesser von ca. 12 × 15 Meter und einer Höhe von bis 0,4 Meter, nach Nordosten flach ins Gelände übergehend. Im zentralen und südlichen Bereich alte Eingrabungen. | 28961269 | BW   |
| 52° 35′ 41″ N, 10° 5′ 35″ O | Altencelle 59, Grabhügel | Annähernd runder Grabhügel im Durchmesser von ca. 17 Meter und einer Höhe von bis 1 Meter, Rand nach Osten fließend auslaufend.                                                            | 28961271 | BW   |

## Celle
| Lage                        | Bezeichnung             | Beschreibung | ID       | Bild |
| --------------------------- | ----------------------- | --- | -------- | ---- |
| 52° 37′ 26″ N, 10° 4′ 43″ O | Celle 17, Celler Schloß | Schloss mit Befestigungsanlage. Das Schloss ist von einem bis zu 25 m breiten, rechteckigen Wassergraben umgeben, der im Osten, Nordosten und Südosten auf ca. 9 m verschmälert wurde. Von der ehemaligen Umwallung ist nur der westliche Teil erhalten, der östliche einplaniert. Gesamt-Breite des Walles im Westen ca. 50 m, Breite der Wallkrone ca. 15 m. Nach Westen zum Wassergraben hin sehr steil geböscht, Höhe über dem Graben ca. 7 m. Im nordwestlichen Bereich ist der Wall z.T. noch breiter. Etwa in der Mitte des westlichen Wallabschnittes sind am Ost-Rand der Wallkrone mehrere Findlinge abgelagert, die aus dem Wallaufbau stammen dürften. Auch der westliche Teil der Anlage zeigt nicht mehr den ursprünglichen Zustand, sondern ist modern überformt, die einstigen Bastionen sind nicht mehr erkennbar. | 45570156 | BW   |

## Garßen
| Lage                         | Bezeichnung          | Beschreibung | ID       | Bild |
| ---------------------------- | -------------------- | --- | -------- | ---- |
| 52° 38′ 57″ N, 10° 11′ 19″ O | Garßen 24, Grabhügel | Annähernd runder Grabhügel im Durchmesser von ca. 14 Meter und einer Höhe von ca. 0,8 Meter.                                                                                            | 38993555 | BW   |
| 52° 38′ 57″ N, 10° 11′ 19″ O | Garßen 25, Grabhügel | Annähernd rund, Dm. ca. 18 m, H. ca. 0,8 m. | 38993851 | BW   |
| 52° 38′ 55″ N, 10° 11′ 20″ O | Garßen 26, Grabhügel | Annähernd runder Grabhügel im Durchmesser von ca. 12 Meter und Höhe von bis 0,4 Meter.                                                                                                  | 38993863 | BW   |
| 52° 38′ 56″ N, 10° 11′ 21″ O | Garßen 27, Grabhügel | Annähernd runder Grabhügel im Durchmesser von ca. 14 Meter und einer Höhe von bis 0,6 Meter, flache, verwachsene Kuppenmulde.                                                           | 38993873 | BW   |
| 52° 38′ 56″ N, 10° 11′ 23″ O | Garßen 28, Grabhügel | Annähernd runder Grabhügel im Durchmesser von ca. 11 Meter und einer Höhe von bis 0,6 Meter.                                                                                            | 38993883 | BW   |
| 52° 38′ 56″ N, 10° 11′ 17″ O | Garßen 29, Grabhügel | Grabhügelrest mit einem Durchmesser von jetzt ca. 11 × 7 Meter und einer Höhe von ca. 0,6 Meter, zerwühlt. Ehemals annähernd rund im Durchmesser von ca. 12 Meter, W-Hälfte abgetragen. | 38993893 | BW   |

## Westercelle
| Lage                        | Bezeichnung            | Beschreibung | ID                                                                                    | Bild |
| --------------------------- | ---------------------- | --- | ------------------------------------------------------------------------------------- | ---- |
| 52° 34′ 49″ N, 10° 3′ 58″ O | Westercelle 31, Graben | Einst mehr als 1900 m langer Graben zwischen der „Neuen Aue“ im Südwesten und der Fuhse im Nordosten. In Blatt 111 der Kurhannoverschen Landesaufnahme von 1781 beginnt der Graben an der Neuen Aue und endet am Postweg von Hannover nach Celle. Ursprünglich muss der Graben im Nordosten bis an die Fuhse gereicht haben. Dort befindet sich ein moderner Graben, der durchaus im Verlauf des alten Grabens liegen könnte. Der genaue Verlauf ist aber nicht mehr sicher zu rekonstruieren. | 38179101 49838654 49838575 49838514/1/-/ 28918063 38179101 49838654 49838575 49838514 | BW   |

### Westercelle 1
ID:28929054
20, z. T. durch Eingrabungen beschädigte Grabhügel mit 10–17 m Dm. und 0,5–1,2 m H. einer Gruppe von ursprünglich ca. 23 Anlagen. Ein 2005 im Vorgriff auf die zu der Zeit in Planung befindliche Celler Umgehungsstraße untersuchter Grabhügel enthielt als Primärbestattung ein Körpergrab der endneolithischen Einzelgrabkultur. Als Nachbestattungen wurden Urnengräber und Leichenbrandlager der in die vorrömische Eisenzeit datierenden Nienburger Gruppe festgestellt. Unterhalb der stark gestörten Bereiche des Grabhügels FStNr. 19 konnte ein älteres Erdgrab, eventuell ebenfalls der Einzelgrabkultur erfasst werden.

| Lage                        | Bezeichnung               | Beschreibung | ID       | Bild |
| --------------------------- | ------------------------- | --- | -------- | ---- |
| 52° 35′ 16″ N, 10° 4′ 25″ O | Westercelle 1, Grabhügel  | Ovaler Grabhügel im Durchmesser von ca. 11 × 15 Meter und einer Höhe von bis 1 Meter, im Südwest-Bereich von einem Fußweg überquert.                                                                      | 28928569 | BW   |
| 52° 35′ 16″ N, 10° 4′ 25″ O | Westercelle 3, Grabhügel  | Runder Grabhügel im Durchmesser von ca. 12 Meter und einer Höhe von ca. 1 Meter, durch Tierbaue gestört.                                                                                                  | 28928573 | BW   |
| 52° 35′ 17″ N, 10° 4′ 26″ O | Westercelle 4, Grabhügel  | Annähernd runder Grabhügel im Durchmesser von ca. 18 Meter und einer Höhe von bis 0,7 Meter. Von einem etwa Nordwest-Südost verlaufenden Graben zerschnitten.                                             | 28928571 | BW   |
| 52° 35′ 15″ N, 10° 4′ 27″ O | Westercelle 5, Grabhügel  | Annähernd runder Grabhügel im Durchmesser von ca. 16 Meter und einer Höhe von bis 0,7 Meter. Von einem etwa Nordwest-Südost verlaufenden Graben geschnitten, an der Oberfläche Tierbaue und Einkuhlungen. | 28928574 | BW   |
| 52° 35′ 14″ N, 10° 4′ 25″ O | Westercelle 6, Grabhügel  | Runder Grabhügel im Durchmesser von ca. 19 Meter und einer Höhe von ca. 1,4 Meter, Einkuhlungen an der Oberfläche.                                                                                        | 28928578 | BW   |
| 52° 35′ 13″ N, 10° 4′ 26″ O | Westercelle 7, Grabhügel  | Annähernd runder Grabhügel im Durchmesser von ca. 17 Meter und einer Höhe von ca. 1,4 Meter mit Eingrabung im Zentrum.                                                                                    | 28928579 | BW   |
| 52° 35′ 10″ N, 10° 4′ 26″ O | Westercelle 9, Grabhügel  | Rundlich-ovaler Grabhügel im Durchmesser von ca. 21 × 18 Meter und einer Höhe von ca. 2 Meter mit Einkuhlungen an der Oberfläche, im Südwest-Bereich von einem Waldweg überquert.                         | 28928577 | BW   |
| 52° 35′ 11″ N, 10° 4′ 27″ O | Westercelle 10, Grabhügel | Runder Grabhügel im Durchmesser von ca. 13 Meter und einer Höhe von ca. 1 Meter, Ränder fließend auslaufend, Einkuhlungen an der Oberfläche.                                                              | 28928674 | BW   |
| 52° 35′ 12″ N, 10° 4′ 26″ O | Westercelle 11, Grabhügel | Annähernd ovaler Grabhügel im Durchmesser von ca. 19 × 15 Meter und einer Höhe von bis 1,2 Meter, Einkuhlungen an der Oberfläche.                                                                         | 28928675 | BW   |
| 52° 35′ 13″ N, 10° 4′ 28″ O | Westercelle 12, Grabhügel | Annähernd runder Grabhügel im Durchmesser von ca. 15 Meter und einer Höhe von bis 0,7 Meter, am Nord-Rand von einer Senke leicht angeschnitten.                                                           | 28928676 | BW   |
| 52° 35′ 10″ N, 10° 4′ 29″ O | Westercelle 13, Grabhügel | Runder Grabhügel im Durchmesser von ca. 12 × 9 Meter und einer Höhe von bis 0,4 Meter, Ränder fließend auslaufend, Einkuhlungen an der Oberfläche. Als Grabhügel nur noch schwer zu erkennen.             | 28928677 | BW   |
| 52° 35′ 12″ N, 10° 4′ 29″ O | Westercelle 14, Grabhügel | Runder Grabhügel im Durchmesser von ca. 11 Meter und einer Höhe von ca. 1,4 Meter. | 28928678 | BW   |
| 52° 35′ 13″ N, 10° 4′ 33″ O | Westercelle 15, Grabhügel | Runder Grabhügel im Durchmesser von ca. 12 Meter und einer Höhe von bis 1 Meter. | 28928679 | BW   |
| 52° 35′ 12″ N, 10° 4′ 31″ O | Westercelle 16, Grabhügel | Annähernd runder Grabhügel im Durchmesser von ca. 13 Meter und einer Höhe von ca. 1,4 Meter, Fußpfad überquert den Hügel.                                                                                 | 28928681 | BW   |
| 52° 35′ 12″ N, 10° 4′ 34″ O | Westercelle 18, Grabhügel | Runder Grabhügel im Durchmesser von ca. 16 Meter und einer Höhe von bis 1,4 Meter, Gelände nach Nordosten und Südwesten weiter fallend.                                                                   | 28928683 | BW   |
| 52° 35′ 10″ N, 10° 4′ 34″ O | Westercelle 19, Grabhügel | Leicht unförmiger Grabhügel im Durchmesser von bis 12 Meter und einer Höhe von ca. 1,2 Meter, Ränder fließend auslaufend, Gelände weiter fallend.                                                         | 28928684 | BW   |
| 52° 35′ 9″ N, 10° 4′ 31″ O  | Westercelle 20, Grabhügel | Leicht unförmiger Grabhügel im Durchmesser von bis 12 Meter und einer Höhe von ca. 1,2 Meter, Ränder fließend auslaufend, Gelände weiter fallend.                                                         | 28928685 | BW   |
| 52° 35′ 11″ N, 10° 4′ 31″ O | Westercelle 32, Grabhügel | Annähernd runder Grabhügel im Durchmesser von ca. 12 Meter und einer Höhe von bis 0,6 Meter. | 33802935 | BW   |
| 52° 35′ 15″ N, 10° 4′ 23″ O | Westercelle 33, Grabhügel | Annähernd runder Grabhügel im Durchmesser von ca. 12 Meter und einer Höhe von bis 0,6 Meter. | 33802946 | BW   |